# Stormblåst
Stormblåst è il secondo album in studio del gruppo musicale symphonic black metal norvegese Dimmu Borgir, pubblicato nel 1996.
Nel novembre del 2005 l'album uscì nuovamente sul mercato con il titolo Stormblåst MMV: una versione completamente ri-registrata e, in parte, modificata dalla band di allora, la quale si avvalse di una migliore qualità di registrazione e di strumentisti più esperti. L'atto però non ha trovato d'accordo molti dei vecchi fan, che lo hanno bollato come una mera operazione commerciale.

## Il disco
L'album è cantato completamente in lingua norvegese ed è l'ultima opera in cui i Dimmu Borgir utilizzano la loro lingua madre, infatti a partire dai prossimi lavori le canzoni saranno cantate in inglese. È anche l'unico full-length, insieme al più recente Abrahadabra (2010) e  Eonian  (2018) ad avere il titolo composto da una parola: i titoli degli altri album dei Dimmu Borgir sono infatti formati tutti quanti da tre parole.
Questo album è considerato da più parti un capolavoro, grazie all'intelligente uso delle tastiere le quali sono usate profusamente in tutta l'opera, diventandone di conseguenza uno degli strumenti principali.
L'introduzione dell'ultimo brano Guds Fortapelse - Apenbaring Av Dommedag è tratta dalla Sinfonia numero 9 del compositore boemo Antonín Dvořák.
La canzone "Sorgens Kammer" ricopia il tema iniziale del videogioco per Amiga Agony del 1991, eseguito al pianoforte e campionato dal compositore Tim Wright. I Dimmu Borgir, però, non hanno dato i crediti della canzone a Wright per cui, dopo una lunga trattativa con l'autore, la canzone è stata tolta dalla riedizione del 2005 dell'album.

## Tracce
1. Alt Lys Er Svunnet Hen - 6:07
2. Broderskapets Ring - 5:10
3. Når Sjelen Hentes Til Helvete - 4:33
4. Sorgens Kammer - 6:21
5. Da Den Kristine Satte Livet Til - 3:08
6. Stormblåst - 6:16
7. Dødsferd - 5:30
8. Antikrist - 3:43
9. Vinder Fra En Ensom Grav - 4:28
10. Guds Fortapelse - Apenbaring Av Dommedag - 4:24
11. Avmaktslave (Bonus track)

## Formazione
- Shagrath - voce e chitarra
- Erkekjetter Silenoz - chitarra e voce
- Tristan - basso
- Stian Aarstad - tastiera e sintetizzatore
- Tjodalv - batteria